# 1989: Úsvit svobody
1989: Úsvit svobody je strategická desková hra pro dva hráče, jejímž tématem pád komunismu v Evropě v roce 1989. Jeden z hráčů hraje za komunistu a druhý za demokrata a společně se přetahují o vliv v šesti státech Východního bloku, konkrétně o Polsko, Maďarsko, Československo, Východní Německo, Bulharsko a Rumunsko. Očekávaná délka hraní je 150 minut, ale pokud některý z hráčů dosáhne výrazné převahy, může se stát vítězem mnohem dřív.
Hra, jejímiž autoři jsou Jason Matthews a Ted Torgerson, vyšla nejdříve v roce 2012 v angličtině pod názvem 1989: Dawn of Freedom u nakladatelství GMT Games; česká verze vyšla v roce 2014 u společnosti MINDOK.
Z hlediska herních mechanik a celkového pojetí hra značně vychází ze starší velice úspěšné hry Studená válka (Jason Matthews se jako autor podílel na obou), kterou se jí ale z hlediska úspěšnosti u hráčů nepodařilo překonat. 